# NK Kurilovec
NK Kurilovec je nogometni klub iz velikogoričke gradske četvrti Kurilovec.
U sezoni 2024./25. natječe se u 3. NL – Centar.
Moto kluba je "Družina smo prava i dok lopta spava".
U siječnju 2018. godine klub mijenja ime iz NK Udarnik u Nogometni klub Kurilovec Velika Gorica.

## Škola mladeži
Klub je poznat po jakoj nogometnoj školi mladeži u kojoj trenira oko 200 djece u 11 kategorija.
Kategorije škole mladeži su juniori, dvije selekcije kadeta,dvije selekcije starijih pionira, dvije selekcije mlađih pionira, dvije selekcije limača te dvije selekcije prstića.
Pod školom nogometa organizira se i međunarodni nogometni turnir za limače Alpas CUP Udarnik. Na trećem Alpas CUP Udarnik 2012. sudjelovalo je šestotinjak djece u 45 momčadi iz sedam zemalja. 
Na turniru limača su među ostalima nastupili Red Bull Salzburg, SK Sturm Graz, Grazer AK, Slavia Prag, FK Željezničar, FK Crvena zvezda, Újpest FC, OFK Beograd, GNK Dinamo Zagreb i HNK Hajduk Split.

## Vanjske poveznice
- Službene stranice kluba: nk-kurilovec.hr  Arhivirana inačica izvorne stranice od 14. kolovoza 2019. (Wayback Machine)
- Profil, HNS Semafor